# Rue de la Trinité (Paris)
Pour les articles homonymes, voir Rue de la Trinité.
La rue de la Trinité est une voie du 9e arrondissement de Paris, en France.

## Situation et accès
La rue de la Trinité est une voie située dans le 9e arrondissement de Paris. Elle débute au 7, rue Blanche et se termine au 8, rue de Clichy.
Le quartier est desservi par la ligne 12 à la station Trinité - d’Estienne d’Orves.

## Origine du nom

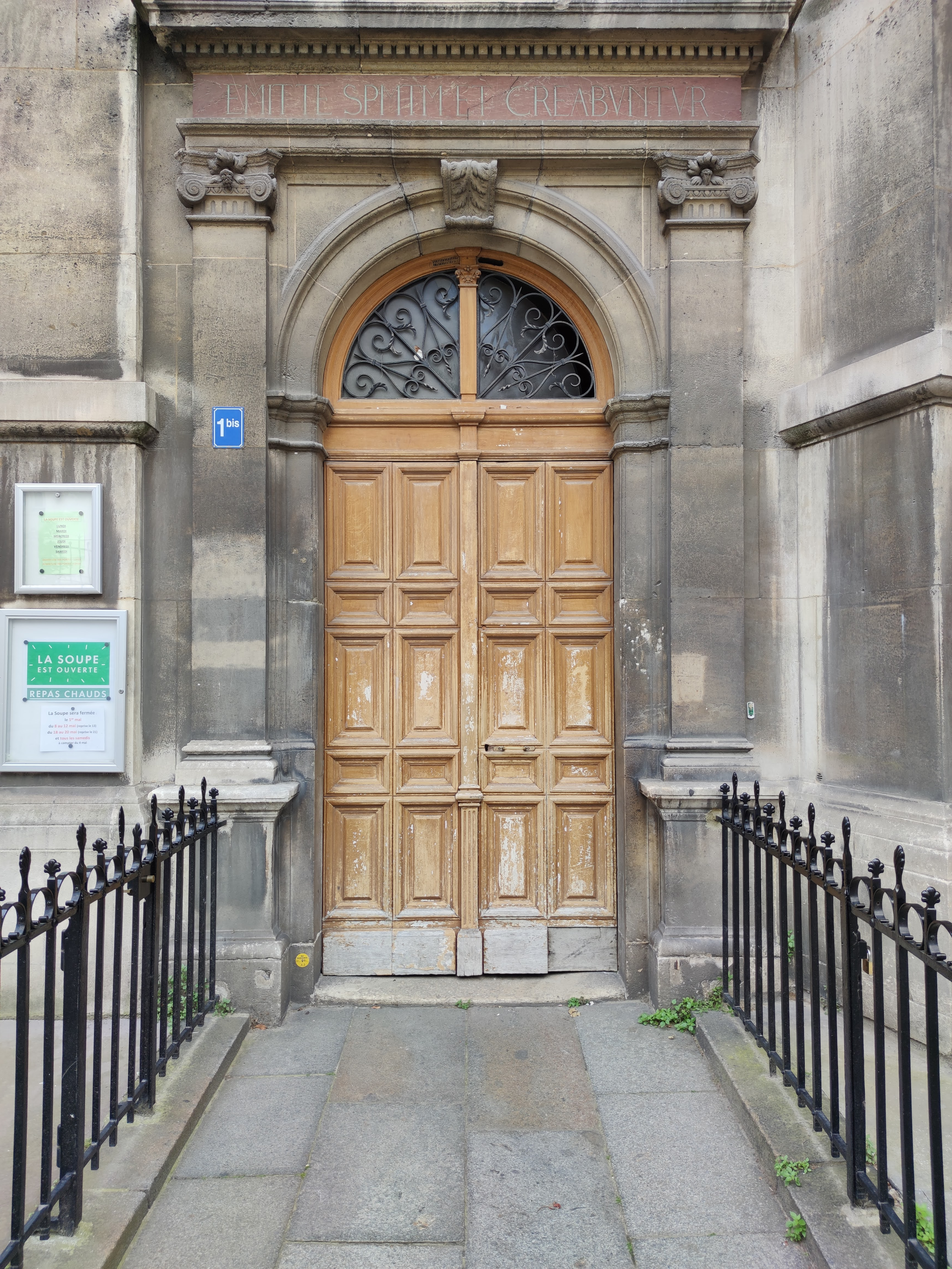
No 1 bis.

La rue tient son nom de l'Église de la Sainte-Trinité de Paris dont elle longe le chevet.

## Historique

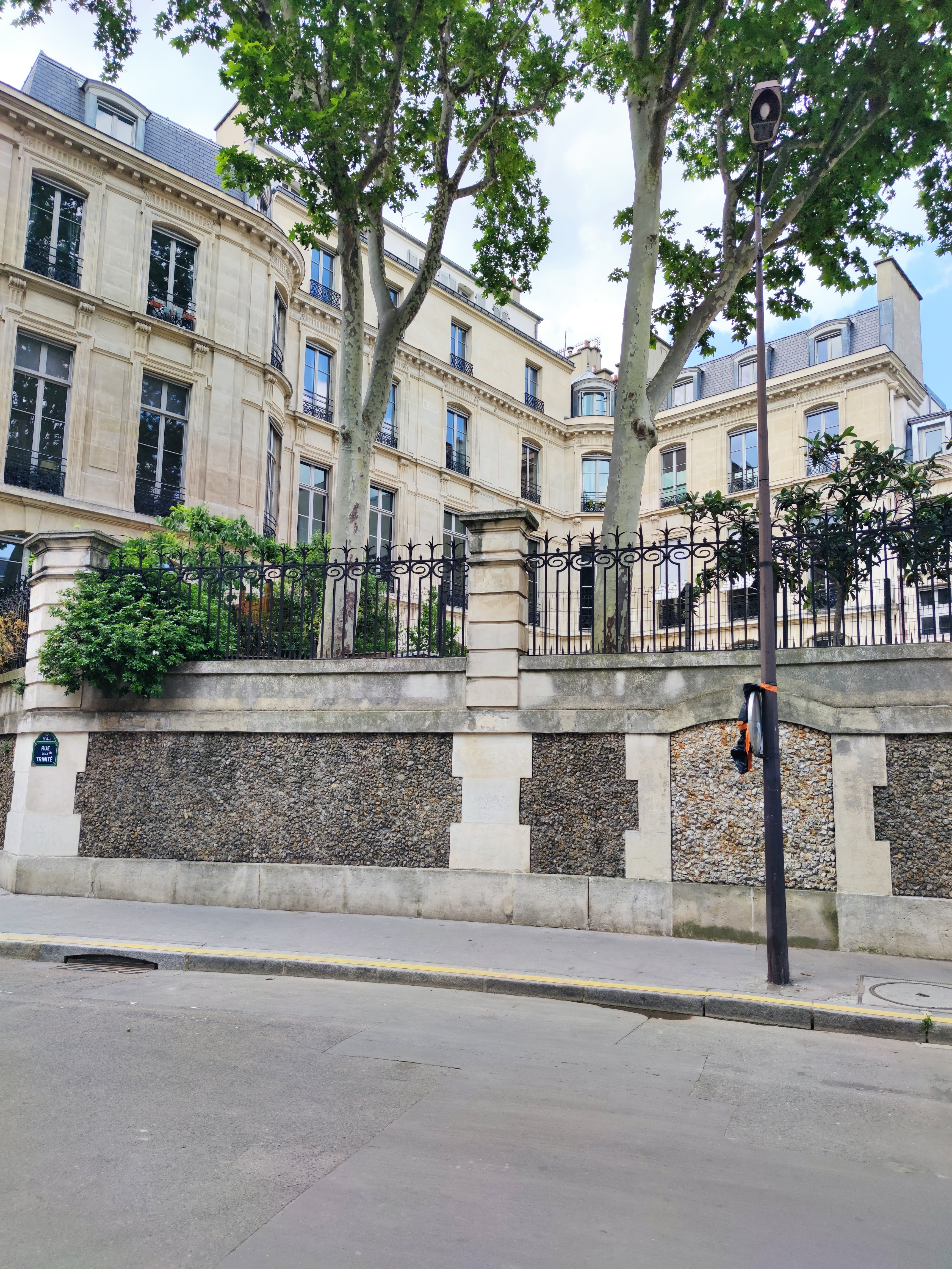
Façades donnant sur la rue.

La voie a été ouverte par le décret du 19 décembre 1860, dans le cadre de l'érection de l'église de la Trinité et de l'aménagement des environs. Mais le tracé indiqué par le décret n'a pas été suivi.
« Napoléon, etc., Sur le rapport de notre ministre secrétaire d’État au département l'Intérieur,
vu les délibérations du Conseil municipal de Paris, en date des 16 mars et 4 mai 1860 ;
le plan du périmètre et alignements projetés ;
les pièces de l'enquête ;
l'avis du sénateur, préfet de la Seine, et les autres pièces de l'affaire ;
les lois des 16 septembre 1807, 3 mai 1841 et l'ordonnance réglementaire du 23 août 1835 ;
notre Conseil d’État entendu, avons décrété et décrétons ce qui suit :
- Article 1 : sont déclarées d'utilité publique, dans la ville de Paris :
  - 1° - La construction, entre les rues Blanche et de Clichy, d'une église destinée à remplacer l'église provisoire dite de la Trinité ;
  - 2° - La formation des abords de cette église comprenant l'ouverture de quatre rues autour de l'édifice religieux ; la formation d'un square ;
 l'élargissement d'une partie de la rue Saint-Lazare ; 
l'établissement, au sud de ce square, d'un carrefour où viendraient aboutir et correspondre les rues Saint Lazare, Blanche, de Clichy, de Londres, de la Chaussée-d'Antin, et le prolongement de la rue Ollivier. 
En conséquence, le sénateur, préfet de la Seine, agissant au nom de la ville de Paris, est autorisé à acquérir, soit à l'amiable, soit, s'il y a lieu, par voie d'expropriation, en vertu de la loi du 3 mai 1841, les immeubles dont l'occupation est nécessaire.

- Article 2 : toutefois, l'élargissement de la rue Saint Lazare, au droit des immeubles portant les nos 97 à 113, sera exécuté par l'application des mesures ordinaires de voirie, conformément aux lois et règlements en vigueur.
- Article 3 : notre ministre, secrétaire d’État au département de l'Intérieur, est chargé de l'exécution du présent décret.

Fait au palais des Tuileries, le 19 décembre 1860. »